# Керфри (Аризона)
Керфри (енгл. Carefree) град је у америчкој савезној држави Аризона. По попису становништва из 2010. у њему је живело 3.363 становника.

## Демографија
Према попису становништва из 2010. у граду је живело 3.363 становника, што је 436 (14,9%) становника више него 2000. године.
| Група             | 2000.         | 2010.         |
| Белци             | 2.816 (96,2%) | 3.145 (93,5%) |
| Афроамериканци    | 7 (0,2%)      | 17 (0,5%)     |
| Азијати           | 13 (0,4%)     | 56 (1,7%)     |
| Хиспаноамериканци | 78 (2,7%)     | 98 (2,9%)     |
| Укупно            | 2.927         | 3.363         |